# Slaget vid Stamford Bridge
Slaget vid Stamford Bridge utspelade sig i byn Stamford Bridge, East Riding of Yorkshire och anses i England ofta markera slutet på vikingatiden. Slaget ägde rum den 25 september 1066 efter att den norske kungen Harald Hårdråde och dennes hird hade landstigit i England med 300 skepp och, några dagar tidigare, besegrat jarlarna Edwin av Mercia och Morcar av Northumbria, vid Gate Fulford strax söder om staden York.
Kung Harald Hårdråde stupade i slaget vid Stamford Bridge i strid mot kung Harald Godwinson. Nitton dagar senare förlorade den sistnämnde själv sitt land och sitt liv i slaget vid Hastings. Slaget vid Stamford Bridge måste anses vara en av de mest betydelsefulla segrarna inte bara i det vikingatida perspektivet, utan också i det medeltida. Här kunde engelsmännen till sist svara emot vikingarna och deras taktik. Nordborna hade hittills kunnat förlita sig på sin taktik av snabba förflyttningar av välbeväpnade, förhållandevis stora trupper. Hastiga omgrupperingar besitter en stor del psykologisk verkan, vilken troligen hade givit vikingarna en nog så stor del i den framgångsrika krigföringen. Kanske lika stor del som själva segrarna. Engelsmännen hade nu kommit på att man själva, för att kunna möta denna taktik, snabbt måste kunna mobilisera sina styrkor för motangrepp. Det var denna taktik Harald Godwinson lyckades genomföra vid Stamford Bridge. Tre dagar senare landsteg Vilhelm Erövraren vid Pevensay Bay i närheten av Hastings. Detta var 40 mil att marschera för kung Harald Godwinsons styrkor. Man försökte att upprepa den nyss vunna framgången över vikingarna (enligt Heimskringla var det ändå ytterligt nära att vikingarna vann slaget), men på grund av en rad omständigheter, kanske inte minst utmattning och övermod i olycklig kombination, förlorade man England i slaget vid Hastings. 